# Antonis Georgiou

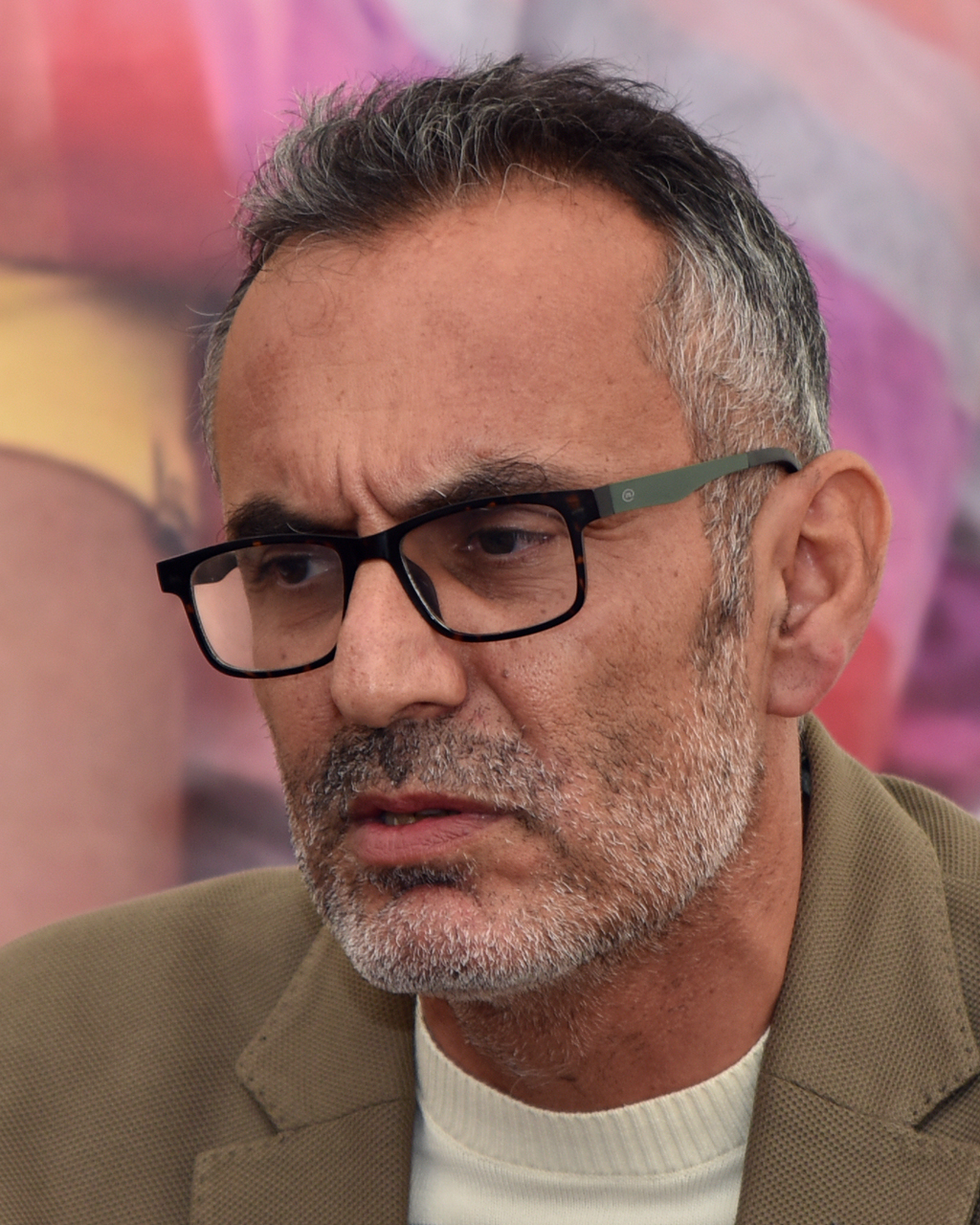
Antonis Georgiou (2022)

Antonis Georgiou (griechisch Αντώνης Γεωργίου; * 1969 in Limassol) ist ein griechisch-zypriotischer Schriftsteller und Jurist.

## Leben und Werk
Georgiou stammt aus Ypsonas (Ύψωνα), nahe der Stadt Limassol. Er studierte Recht in Moskau, machte ein Aufbaustudium in London und arbeitet als Rechtsanwalt in Limassol. Neben seiner Berufstätigkeit schreibt er Theaterstücke, Erzählungen und Gedichte. Er ist Mitherausgeber der literarischen Zeitschrift Anef (Άνευ) und hat einen Abschluss in Theaterwissenschaften an der Open University of Cyprus (Ανοικτού Πανεπιστημίου Κύπρου) gemacht. Von 2001 bis 2013 befasst er sich mit der Redaktion von Theaterkalendern mit dem Thema zypriotische Theatergeschichte, herausgegeben von der Theatriki Poreia Lemesou (Θεατρική Πορεία Λεμεσού).
Die Theatergruppe Omada One/Off, bei der er mitwirkte, verarbeitete seine Texte aus dem Album mit Geschichten zu einem Theaterstück, das ausgewählt wurde, Zypern beim Festival von Avignon 2011 bei den Off-Aufführungen zu repräsentieren.
Sein prämiertes Werk Album mit Geschichten besteht aus Erzählungen, Rezepten, Fotos, Zeitungsmeldungen und Zeichnungen, die alle zusammen ein Bild der Geschichte Zyperns formen sollen, ohne eine zentrale Story oder einen zentralen Helden zu haben. In diesem Werk sowie in vielen seiner Theaterstücke lässt er die Personen zypriotischen Dialekt sprechen, was er in einem Interview folgendermaßen erklärt: „Δεν μπορούσα να μιλήσω για την Κύπρο σε πρώτο πρόσωπο, να ακουστούν ιστορίες και να μην χρησιμοποιηθεί η διάλεκτος.“ (deutsch: Ich kann nicht über Zypern in der ersten Person sprechen und dann werden Geschichten gehört, die keinen Dialekt benutzen.) Deshalb hat er am Ende seines Album mit Geschichten auch ein Glossar für alle integriert, denen die zypriotische Variation des Griechischen nicht geläufig ist.
Allgemein wählt Georgiou als Themen seiner Werke alltägliche Personen aus, dazu meinte er: „Προσωπικά πάντα με ενδιέφεραν αυτές οι ιστορίες καθημερινών ανθρώπων που δεν θα τις γράψει καμιά επίσημη Ιστορία“ (deutsch: Persönlich haben mich immer die Geschichten alltäglicher Menschen interessiert, über die in keinem Geschichtsbuch berichtet wird.) Beispiel dafür ist sein Theaterstück La Belote, in dem eine Gruppe zypriotischer Kartenspieler im Mittelpunkt steht. Zu Beginn des Stücks spielen sie 1998 miteinander. Durch ihre Gespräche erfahren die Zuschauer über das zypriotische Zeitgeschehen, die Euphorie vor dem kommenden Millennium und den plötzlichen Reichtum durch Börsengeschäfte. Später sitzen dieselben Kartenspieler im Jahr 2010 noch einmal zusammen, Gesprächsthema ist dann die Wirtschaftskrise und Online-Glücksspiele, die sich gerade großer Beliebtheit erfreuten.
In einem Interview wurde Georgiou nach der Motivation seines Schreibens gefragt, seine Antwort war: „Μια τεράστια ανάγκη που μου προσφέρει ένα είδος ελευθερίας. Λειτουργεί σαν οξυγόνο.“ (deutsch: Schreiben (ist) ein riesiges Bedürfnis, das mir eine Art von Freiheit bietet. Ähnlich wie Luft zum Atmen.)

## Auszeichnungen
Georgious Theaterstück Meine geliebte Waschmaschine erhielt 2008 den Theaterpreis Zyperns Theater Organisation (Βραβείο Θεάτρου ΘΟΚ).
2016 erhielt er den Literaturpreis der Europäischen Union für Album mit Geschichten. Dieser Preis wird herausragenden, europäischen Schriftstellern überreicht, die noch unbekannt sind. Den zypriotischen Staatspreis erhielt er ebenfalls für dieses Buch.

## Veröffentlichungen (Auswahl)
- Πανσέληνος παρά μία (Vollmond minus eins) 2006, Gedichte
- Γλυκιά bloody life (Süßes Bloody Life) 2006, Erzählungen
- Αγαπημένο μου πλυντήριο (Meine geliebte Waschmaschine) 2008, Theaterstück, übersetzt ins Französische mit dem Titel Mon lave-linge bien aimé
- Ονόματα (Namen) 2008, Sammlung von Erzählungen zusammen mit anderen Autoren
- Η Νόσος (Die Krankheit) 2009, Theaterstück
- Ανθολογία σύγχρονης κυπριακής ποίησης (Sammlung moderner zypriotischer Lyrik) 2011
- Ο κήπος μας (Unser Garten) 2011, Theaterstück
- La Belote 2014, Theaterstück
- Ένα αλπούμ ιστορίες (Album mit Geschichten) 2014, Roman, übersetzt ins Polnische mit dem Titel Album z opowieściami: pewna historia
- Ήμουν η Λυσιστράτη (Ich war Lysistrata) 2016, Theaterstück
- Σαν πεταλούδα είμαι (Wie ein Schmetterling bin ich) 2019, Gedichte